# Rochlitz
Rochlitz (hornolužickosrbsky Rochlica, zastarale česky Rochlice) je velké okresní město v zemském okrese Střední Sasko v německé spolkové zemi Sasko. S počtem obyvatel přibližně 5 700 je nejmenším saským městem se statusem velké okresní město.

## Geografie
Město leží na březích Cvikovské Muldy, na úpatí Rochlitzer Berg, ve vzdálenosti 26 km severozápadně od Chemnitz a 45 km od Lipska i od Zwickau.

## Historie

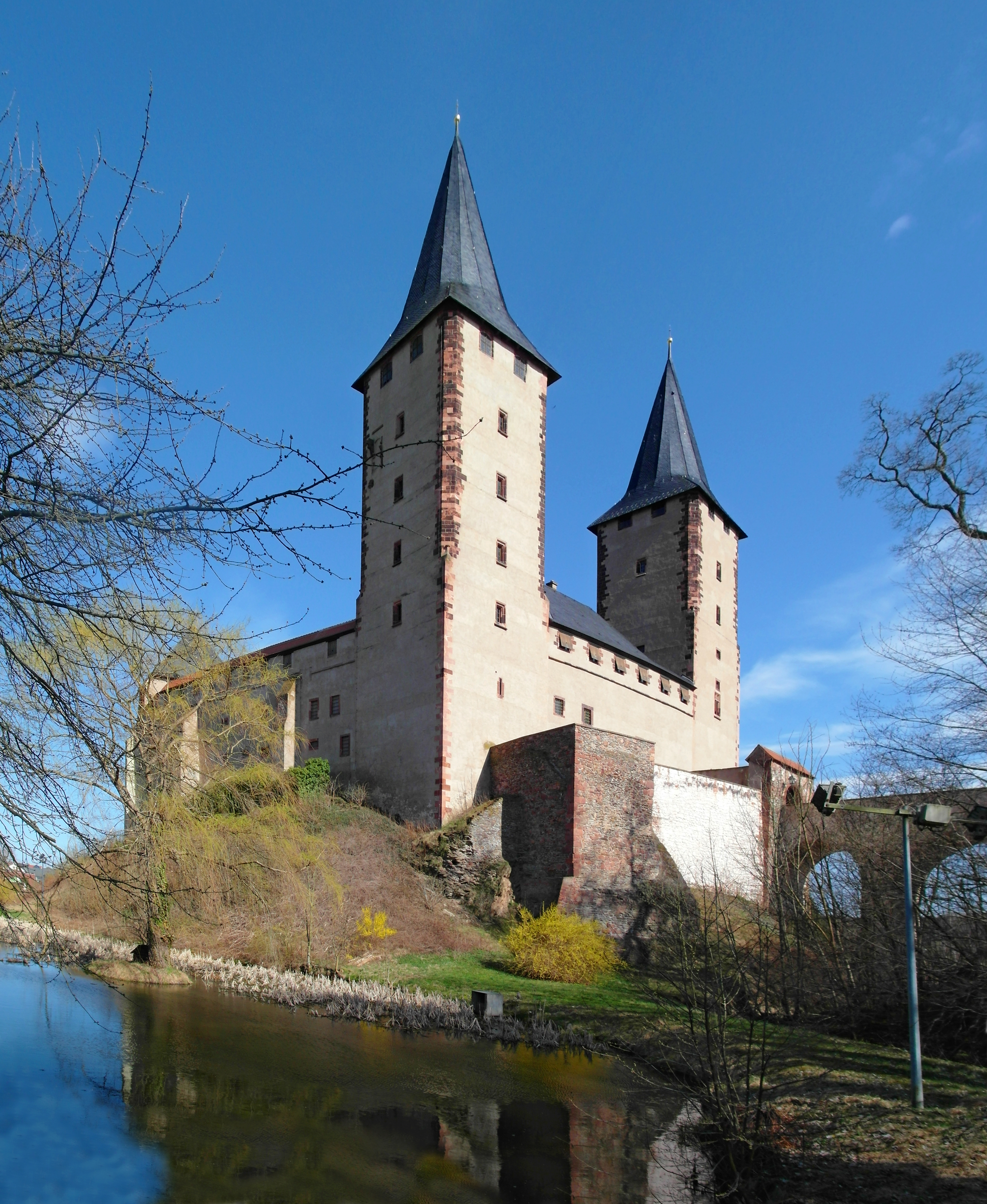
Hrad od severozápadu

Již v 9 a 10. století území dnešního města osídlili Slované v několik vesnicích. Z jejich označení byl odvozen i název místa (starosrbské Rochelinzi). V 10. století byl založen královský hrad, který král po svém uvedení do úřadu v roce 968 daroval míšeňskému markraběti. Markrabě Ekkehard I. musel být majitelem hradu, protože v roce 1009 se v něm připomíná jeho syn Hermann, který ještě nebyl markrabětem a byl v konfliktu s markrabětem Gunzelinem z Kuckenburgu, nástupcem Ekkeharda I. Gunzelinova vojska v roce 1009 hrad vypálila, Gunzelin byl sesazen a Hermann se stal markrabětem, jak uvádí Dětmar z Merseburgu ve své kronice (kniha VI, kapitola 53). Hrad tedy již nebyl jen jednoduchým hradištěm, ale měl pokročilé dřevěné konstrukce a palisády. Po Hermannovi vlastnil hrad jeho bratr markrabě Ekkehard II. Zemřel bezdětný a král Jindřich III. mu v roce 1046 zabavil léno a hradní obvod Rochelitz a daroval je své vlastní manželce, královně Anežce. Pravděpodobně na konci 11. století vznikla pod hradem Rochlitz a východně od předměstí tržní a obchodní osada s kostelem sv. Petra, v oblasti dnešního náměstí Mühlplatz a Hohen Haus, což jistě souvisí s jeho polohou na brodu Zassnitz přes Muldu. Současně bylo Rochlitz již nazýváno městem. Až do 19. století se tato oblast stále označovala jako Staré Město. 
Také v 11. století byl v severní části dnešní městské oblasti založen hospodářský dvů,r zásobující císařský hrad, spolu s valem Keßling v dnešní rochlické čtvrti Poppitz. Tento hospodářský dvůr byl později přemístěn do saského Königsfeldu.
Kolem roku 1200 založil město Rochlitz s městským kostelem sv. Kunhuty hrabě Dedo V. Feist jeho synové Dietrich (1190–1207) a Konrad (1207–1210), případně teprve markrabě Dietricha z Míšně (od roku 1210). Urbanistický koncept města je pozoruhodný. Městské hradby byly postaveny až koncem 13. století; dříve existoval pouze val, příkop a živé ploty. Zeď je poprvé zmíněna v roce 1288 po částečném zřícení. Město Rochlitz samotné je poprvé zmíněno v roce 1336 a městská rada v roce 1360. Nejstarší pečeť města s nápisem sigillum civitatis rochlizensis je přivěšena k listině z roku 1364. V letech 1367 až 1373 byly městské hradby renovovány, respektive byla postavena vnější městská zeď. Před rokem 1379 získala městská rada nižší jurisdikci. V roce 1380 město získalo bělicí privilegium a vedle Saské Kamenice druhým státním bělicím místem. 
V roce 1430 napadli město Rochlitz husité. V 15. století zažilo město období rozkvětu. V roce 1464 získalo vyšší jurisdikci a městská část města byla rozšířena. V období pozdní gotiky byl v letech 1417 až 1476 přestavěn románský kostel sv. Kunhuty. Počet obyvatel kolem roku 1500 se odhaduje na přibližně 2 000.
Město značně poznamenaly války šmalkaldská a třicetiletá.

## Památky
- Zámek - vznikl přestavbou a přístavbou hradu s kaplí v 15.-16. století
- Kostel sv. Kunhuty,  románská stavba, přestavěná v letech 1416–1476, z té doby se dochovaly keramické sošky Jindřicha II. sv. a Kunhuty; zařízení interiéru z počátku 16. století (oltářní srcha z roku 1513)
- Kostel sv. Petra
- Radnice
- Bývalý špitál a poštovní milník (sloup z roku 1722, označující zastávku poštovního vozu)
- Porfyrový most a železniční most
- Rozhledna Fridrich-August-Turm na Rochlické hoře

### Turistika
- Rochlitz je jednou ze zastávek na 550 kilometrů dlouhé Lutherovské cestě Saskem (Lutherweg Sachsen).

## Galerie

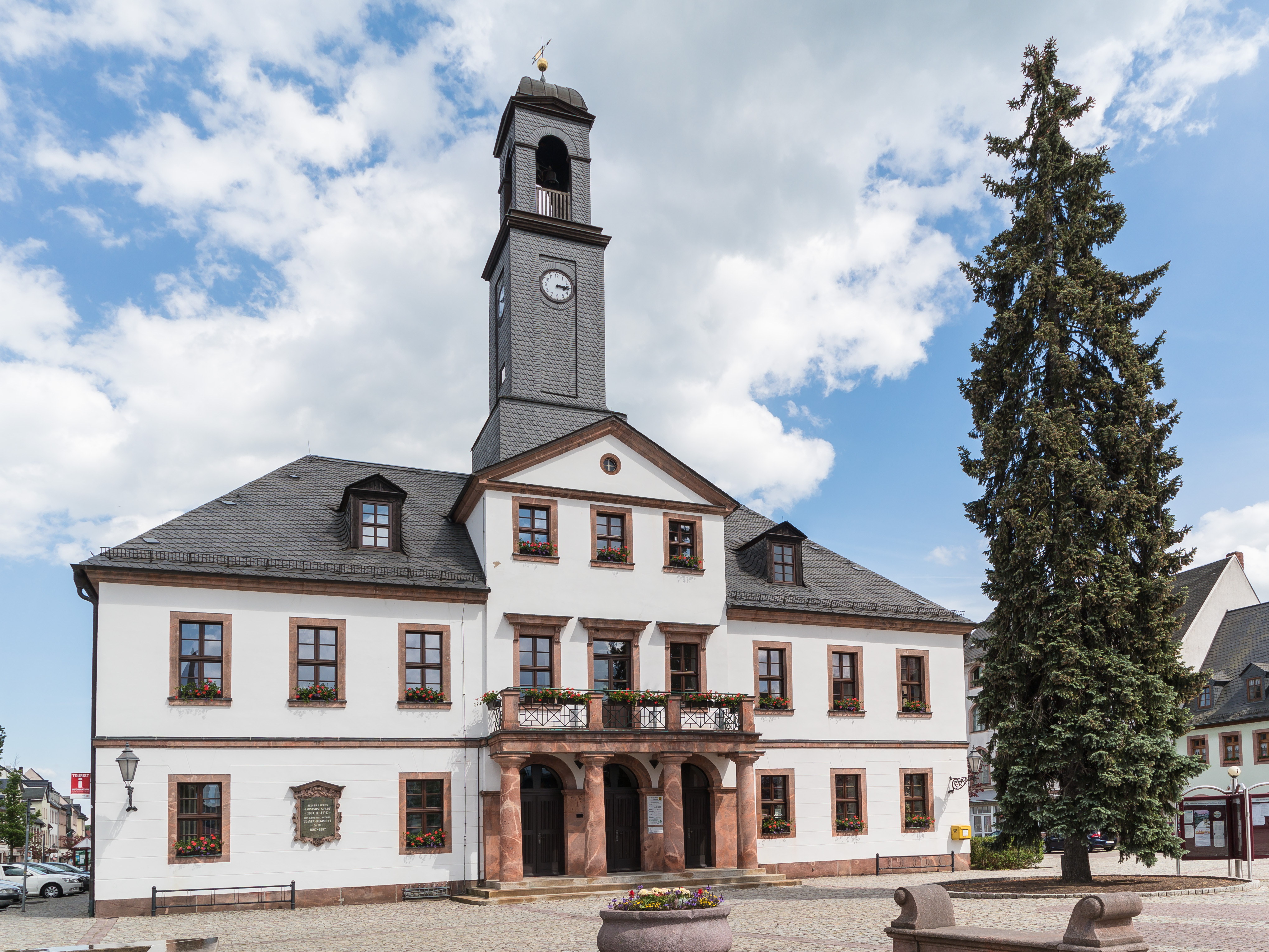
Radnice
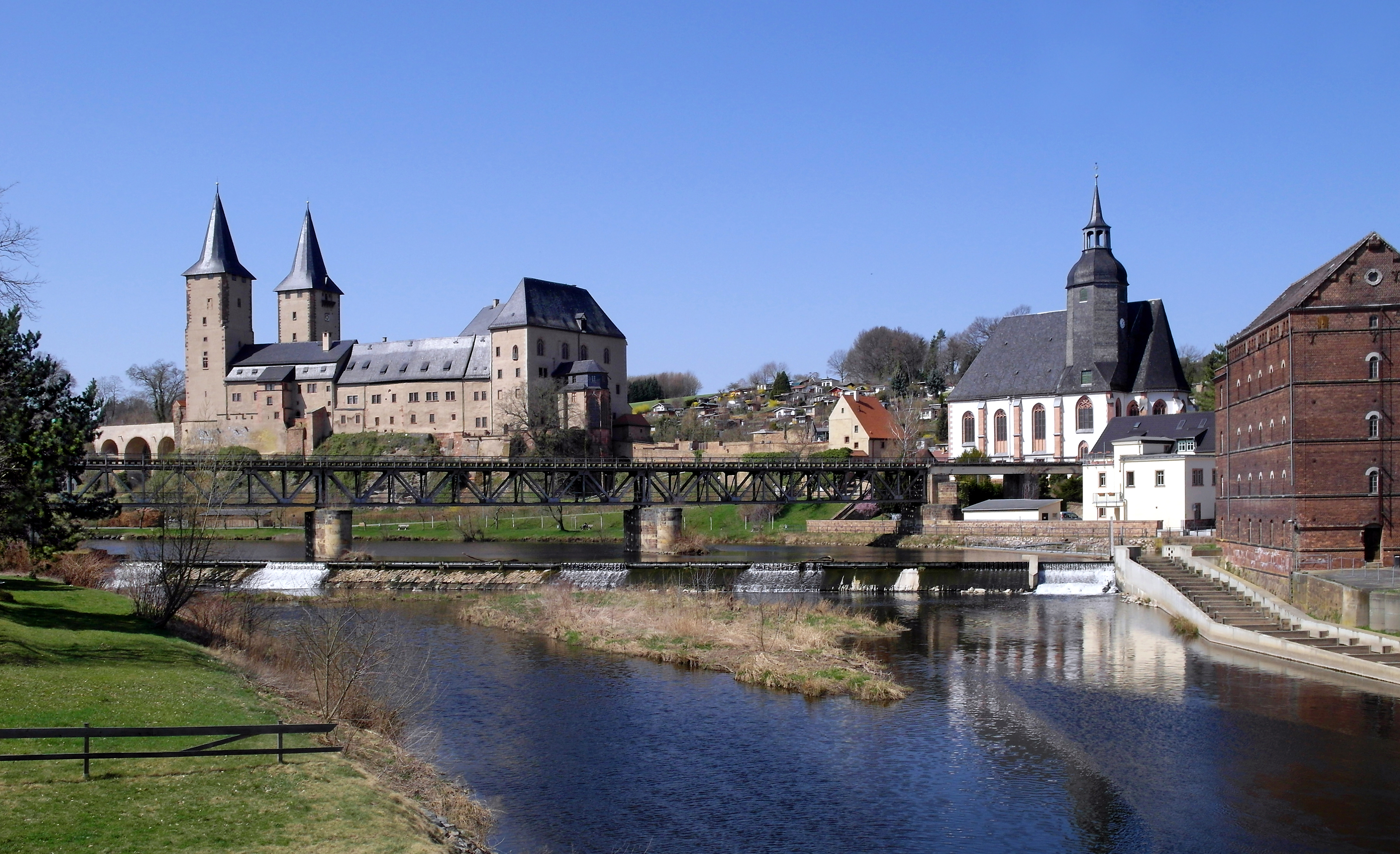
Zámek, kostel sv. Petra a zámecký mlýn
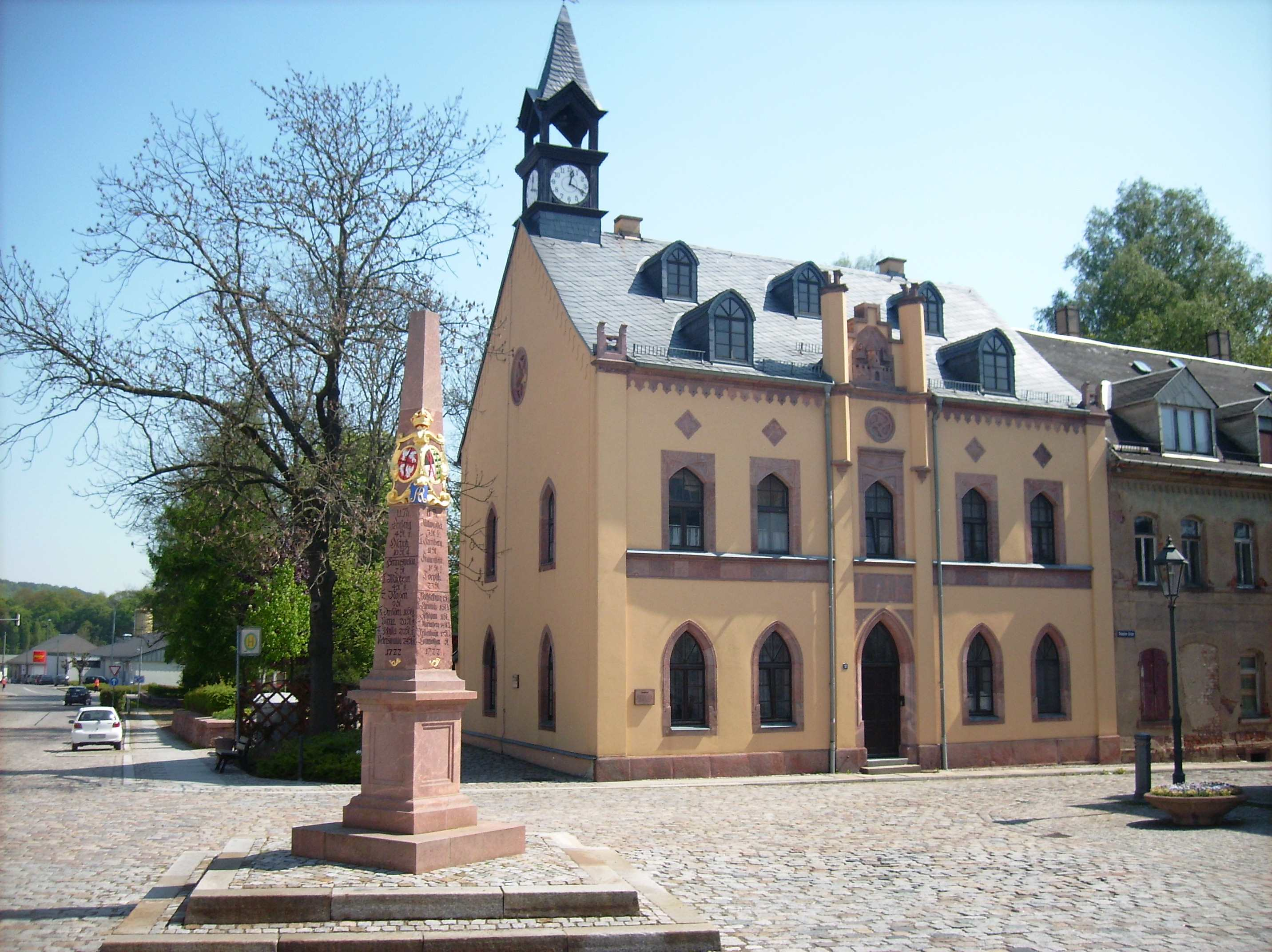
Poštovní milník a špitál
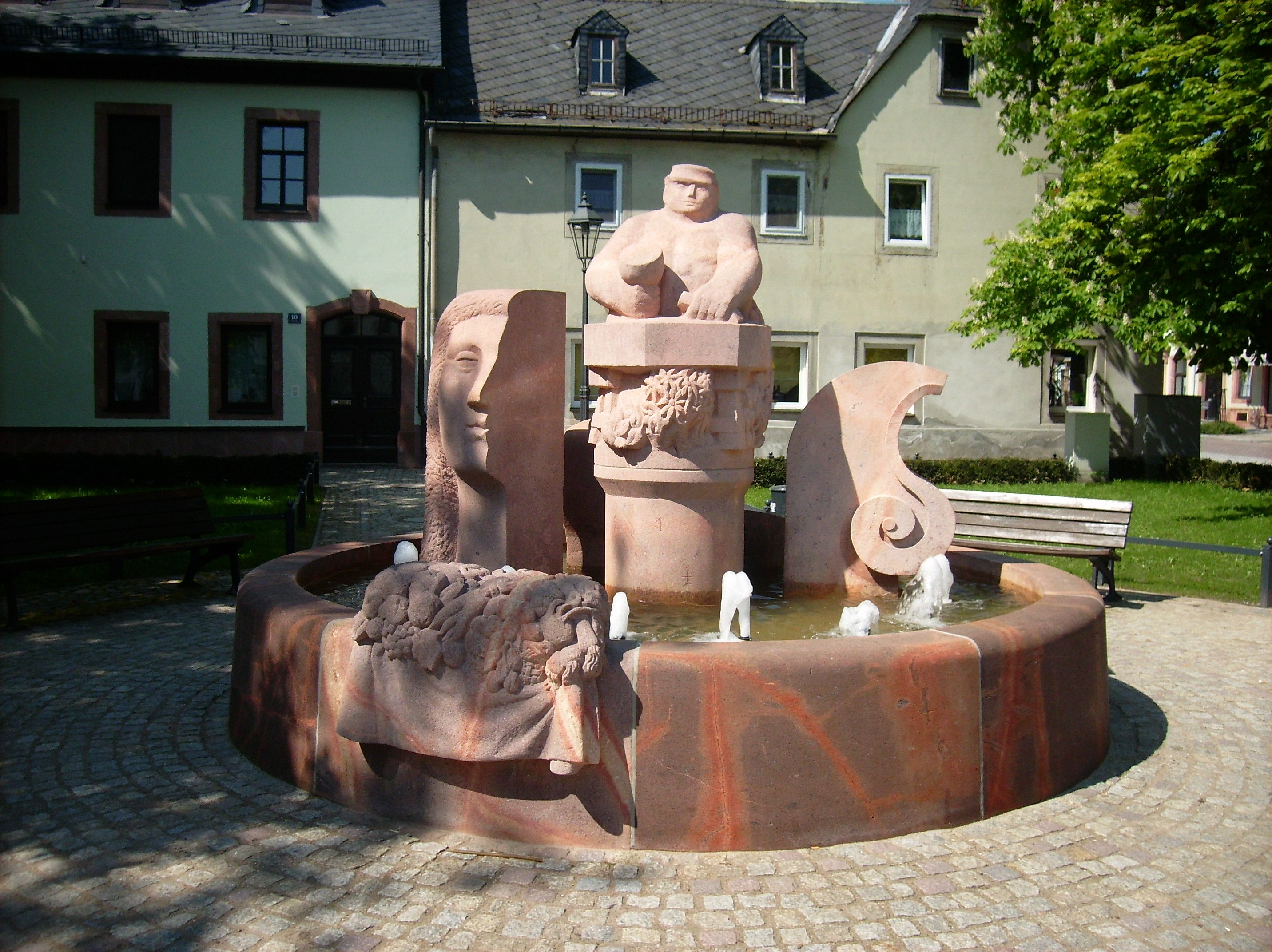
Wrbova kašna na Töpfermarktu
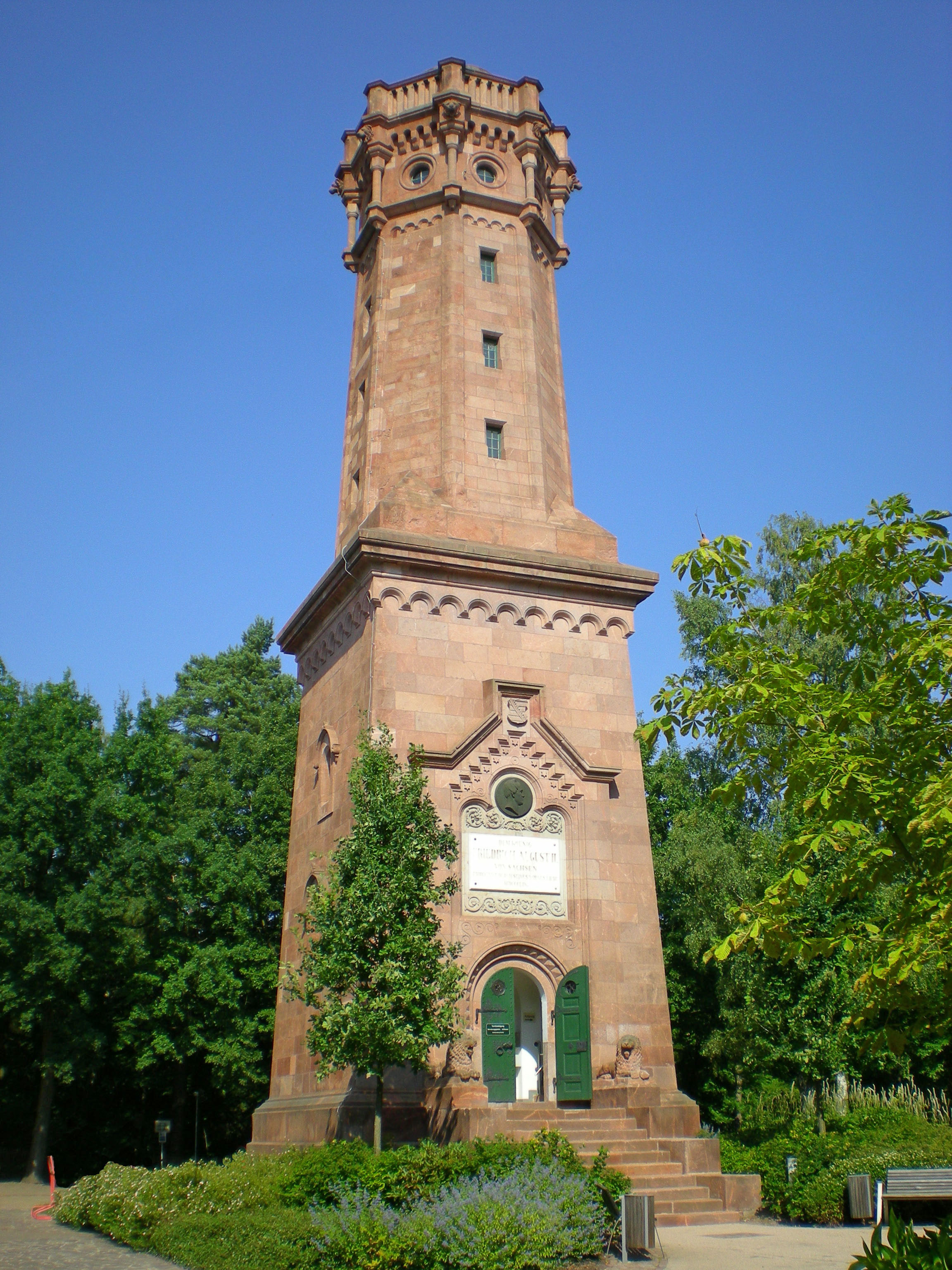
Rozhledna
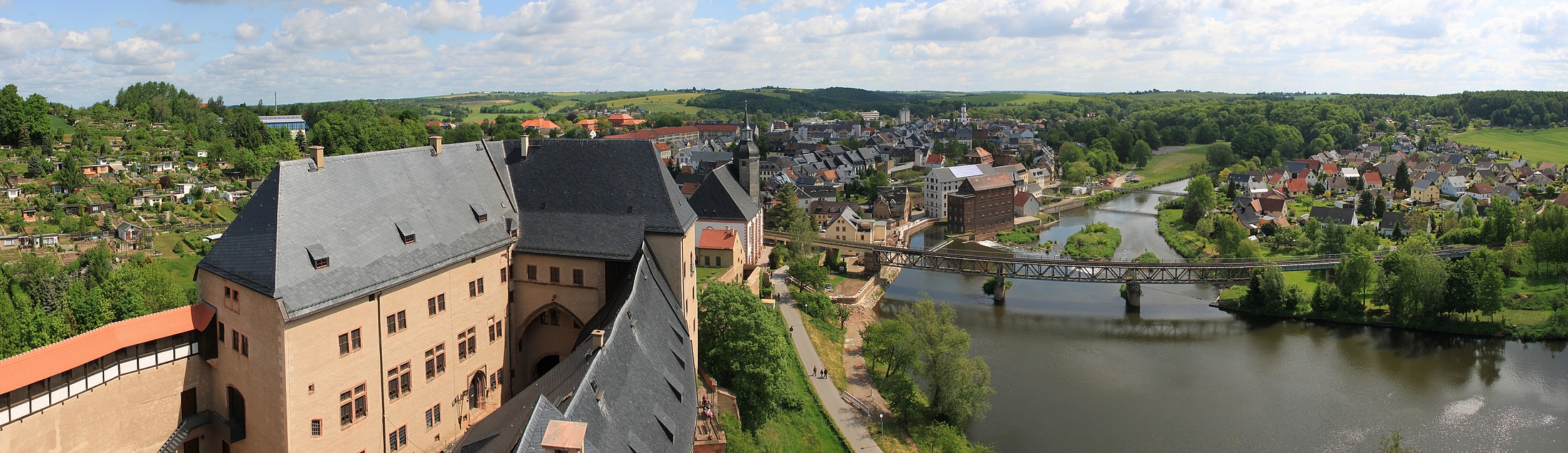
Panorama města z věže hradu

## Osobnosti spjaté s městem

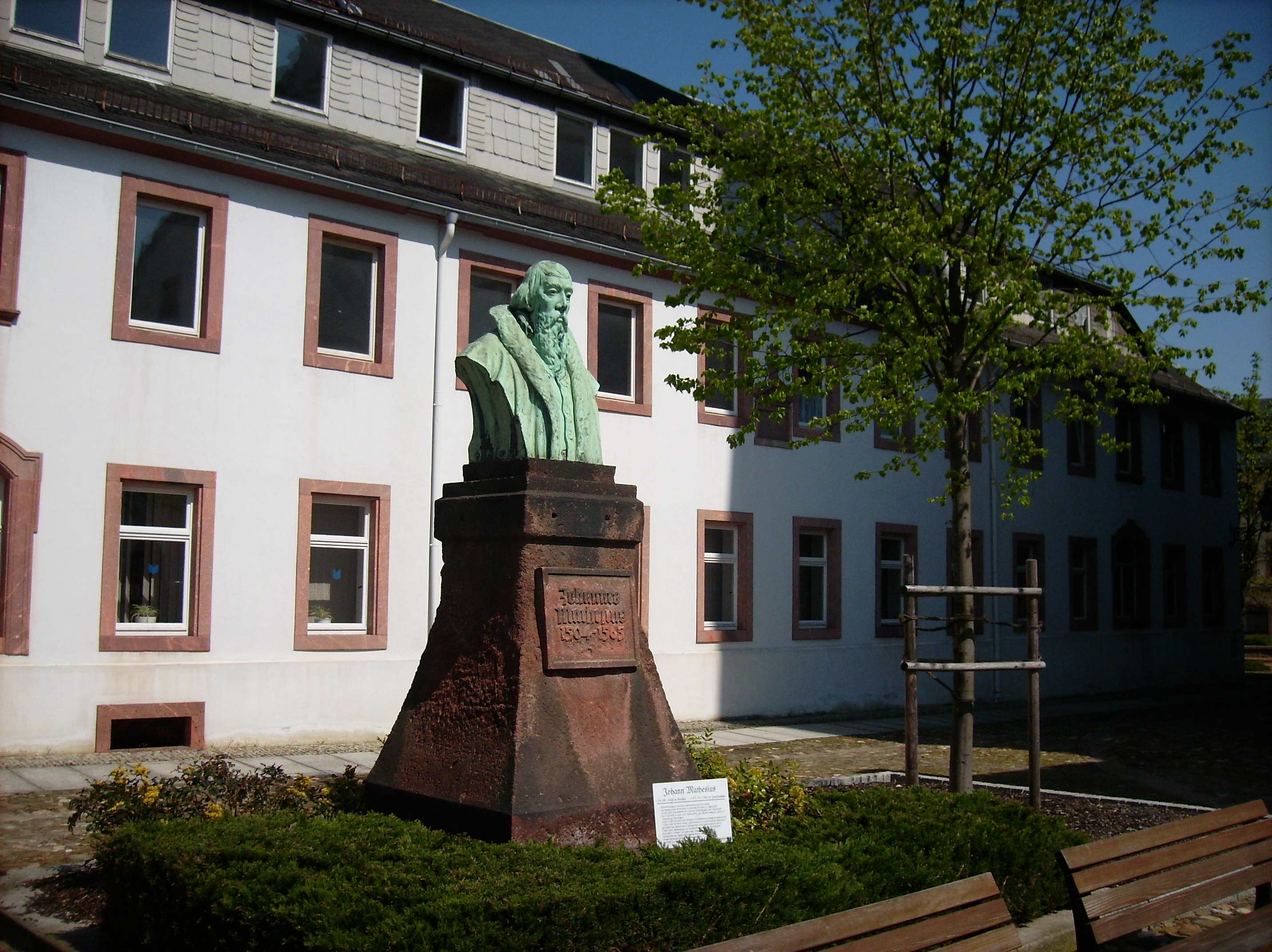
Památník Johanna Mathesia

- Johannes Mathesius (1504–1565), teolog
- Georg Wrba (1872–1939), sochař v Drážďanech, tvůrce rochlické kašny
- Leopold Thieme (1880–1963), malíř
- Jens Härtel (* 1969), fotbalista a fotbalový trenér
- Claudia Mehnert (* 1972), herečka
- David Storl (* 1990), atlet, olympionik, stříbrný medailista ve vrhu koulí (2012)
- Alexander Dartsch (* 1994), fotbalista